# Willeiana versigonoidea
Willeiana versigonoidea är en insektsart som beskrevs av Young 1977. Willeiana versigonoidea ingår i släktet Willeiana och familjen dvärgstritar. Inga underarter finns listade i Catalogue of Life.